# Deportación de los intelectuales armenios del 24 de abril de 1915
La deportación de los intelectuales armenios, a veces conocida como Domingo Rojo (en armenio: Կարմիր կիրակի Garmir giragi), fue un evento durante el Genocidio Armenio y Genocidio Asirio  en el cual los líderes de la comunidad armenia y asiria de la capital del Imperio Otomano, Estambul, y más adelante de otras ciudades, fueron arrestados y trasladados a dos centros de detención cerca de Ankara. La orden para estos arrestos fue dada por el Ministro del Interior Talaat Pasha el 24 de abril de 1915, el día antes de los desembarcos aliados en Galípoli. En esa noche, una primera ola de 235 a 270 intelectuales fueron arrestados. Eventualmente, el número total de arrestos y deportaciones llegó a las 2.345 personas. Con la adopción de la Ley Tehcir el 29 de mayo de 1915, esos detenidos fueron relocalizados dentro del Imperio otomano; la mayoría de ellos finalmente fueron asesinados. Algunos de ellos, como Vrtanes Papazian y Komitas, fueron rescatados gracias a intervenciones de amigos.
El evento ha sido descrito por historiadores como un ataque de decapitación, el cual tenía como intención privar a la población armenia de un liderazgo y de cualquier oportunidad de resistencia. En honor a las víctimas, el 24 de abril es recordado como el Día de Conmemoración del Genocidio Armenio. Fue celebrado por primera vez en 1919 durante el cuarto aniversario, fecha que generalmente es aceptada como el inicio del genocidio. Desde entonces, el Genocidio armenio ha sido conmemorado anualmente en el mismo día, el cual se convirtió en una fiesta nacional en Armenia y la República de Nagorno-Karabaj, y es observado por la diáspora armenia alrededor del mundo.

## Deportación

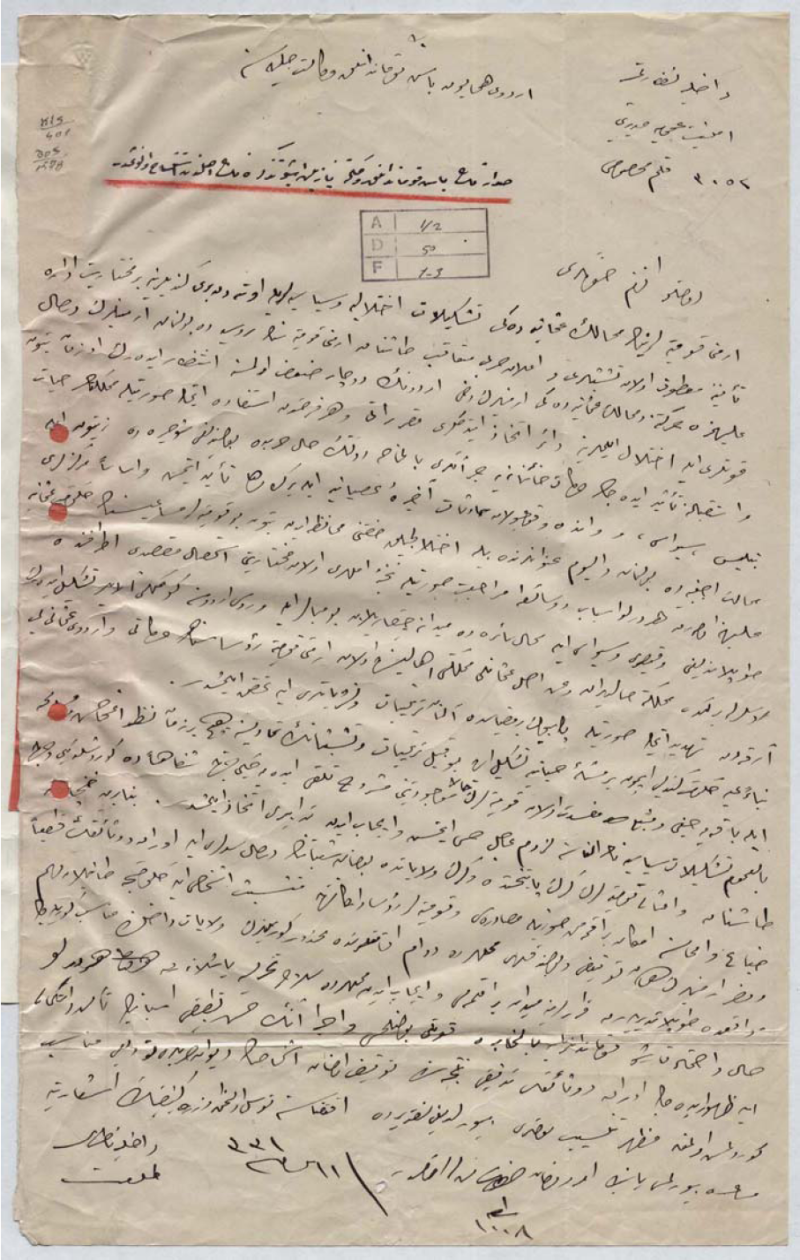
Copia original de la Orden del Ministerio del Interior el 24 de abril de 1915

### Arrestos
El Ministro Otomano del Interior dio la orden para los arrestos el 24 de abril de 1915. La operación comenzó a las 8 de la tarde. La acción fue liderada por Bedri Bey, el Jefe de la Policía. En la noche del 24–25 de abril de 1915, en una primera oleada, entre 235 y 270 líderes armenios, sacerdotes, médicos, editores, periodistas, profesores, políticos y otros fueron arrestados bajo las órdenes del Ministerio del Interior. Las diferencias en las personas arrestadas se pueden explicar debido a la incertidumbre de la policía ya que arrestaron a varias personas con nombres idénticos.
Poco después hubo más deportaciones desde la capital. La primera tarea era la de identificar quienes habían sido encarcelados. Se los mantenía durante un día en una estación de policía (en turco otomano: Emniyeti Umumiye) y la Prisión Central. Una segunda oleada elevó el número de detenidos entre 500 y 600 personas.
Para finales de agosto de 1915, unos 150 armenios con ciudadanía rusa fueron deportados hacia centros de detención. Algunos de los detenidos, entre ellos el escritor Alejandro Panossian (1859–1919), fuero puestos en libertad ese mismo fin de semana antes de siquiera ser transferidos a Anatolia. En total, se estima que 2.345 figuras armenias fueron detenidas y eventualmente deportadas, la mayoría de los cuales no eran nacionalistas ni tenían afiliaciones políticas.

### Centros de detención
Luego de la aprobación de la Ley Tehcir el 29 de mayo de 1915, los armenios que fueron dejados en dos de los centros de detención fueron deportados a la Siria Otomana. La mayoría de los arrestados fueron transferidos desde la Prisión Central en Saray Burnu en el buque de vapor No. 67 de la compañía Şirket a la Terminal de Haydarpaşa. Luego de esperar diez horas, fueron enviados en un tren especial en dirección de Ankara al día siguiente. En total, 220 armenios viajaban en el convoy. Un cobrador del tren armenio tenía una lista de los nombres de los deportados. Fue entregada al Patriarca Armenio de Constantinopla, Zaven Der Yeghiayan, quien inmediatamente trató de salvar a la mayor cantidad de deportados que pudo, sin éxito. El único embajador extranjero que lo ayudó en esta situación fue el embajador estadounidense Henry Morgenthau. Luego de un viaje en tren de 20 horas, los deportados fueron dejados en Sincanköy (cerca de Ankara) el martes al mediodía. En la estación Ibrahim, el director de la Prisión Central de Constantinopla dividió a los deportados en dos grupos.
Un grupo fue enviado a  Çankırı (y a Çorum entre Çankırı y Amasya) y el otro a Ayaş. Los fueron separados para Ayaş fueron enviados en carretas en un viaje de dos horas a ese lugar. Casi todos fueron matados varios meses después en desfiladeros cercanos a Ankara. Sólo a 10 (o 13) deportados de este grupo se les dio permiso para regresar a Constantinopla desde Ayaş. Un grupo de 20 personas que fueron arrestados recién el 24 de abril llegaron a Çankırı entre el 7 y el 8 de mayo de 1915. Aproximadamente unos 150 prisioneros políticos fueron encarcelados en Ayaş, y otros 150 intelectuales fueron retenidos en Çankırı.

### Cortes marciales
Algunos personajes notables como Nazaret Daghavarian y Sarkis Minassian fuero sacados de la prisión Ayaş el cinco de mayo y llevados con escolta militar a Diyarbakır junto con Harutiun Jangülian, Karekin Khajag, y Rupen Zartarian para que compadezcan ante una corte marcial. Presuntamente, fueron asesinados por grupos paramilitares respaldados por el gobierno liderados por Cherkes Ahmet, y los tenientes Halil y Nazim, en una localidad llamada Karacaören poco antes de llegar a Diyarbakır. Marzbed, otro de los deportados, fue enviado a Kayseri para compadecer ante una corte marcial el 18 de mayo de 1915.
Los militantes responsables por los asesinatos fueron juzgados y ejecutados en Damasco por Djemal Pasha en septiembre de 1915; en incidente luego se convirtió en el objeto de una investigación de 1916 por parte del Parlamento Otomano liderada por Artin Boshgezenian, el diputado por Alepo. Luego de que Marzbed fuese liberado, trabajó con una identidad otomana falsa para los alemanes en Intilli (el túnel ferroviario de Amanus). Se escapó a Nusaybin, en donde se cayó de un caballo y murió poco antes de la firma del armisticio.

### Liberación
Varios prisioneros fueron liberados gracias a la intervención de varias personas influyentes. Cinco fueron deportados a Çankırı donde fueron liberados después de la intervensión del embajador de los Estados Unidos. Un total de 12 deportados fueron liberados y gararantizado su retorno a Constantinopla desde Çankırı. Estos fueron Komitas, Piuzant Kechian, Dr. Vahram Torkomian, Dr. Parsegh Dinanian, Haig Hojasarian, Nshan Kalfayan, Yervant Tolayan, Aram Kalenderian, Noyig Der-Stepanian, Vrtanes Papazian, Karnik Injijian, and Beylerian junior. Cuatro deportados pudieron volver de Konya.Ellos fueron  Apig Miubahejian, Atamian, Kherbekian, and Nosrigian.
El resto de los deportados estuvieron bajo la protección del gobernador de la provincia de Ankara. Mazhar Bey desafió las órdenes de deportación de Talat Pasha, el Ministro del Interior. A final de julio de 1915, Mazhar fue reemplazado por el miembro del comité central, Atif Bey.

### Sobrevivientes
Luego del Armisticio de Mudros (30 de octubre de 1918), varios intelectuales armenios que sobrevivieron regresaron a Constantinopla, la cual estaba bajo ocupación aliada. Donde permanecieron hasta la victoria turca en 1923.

### Día de conmemoración

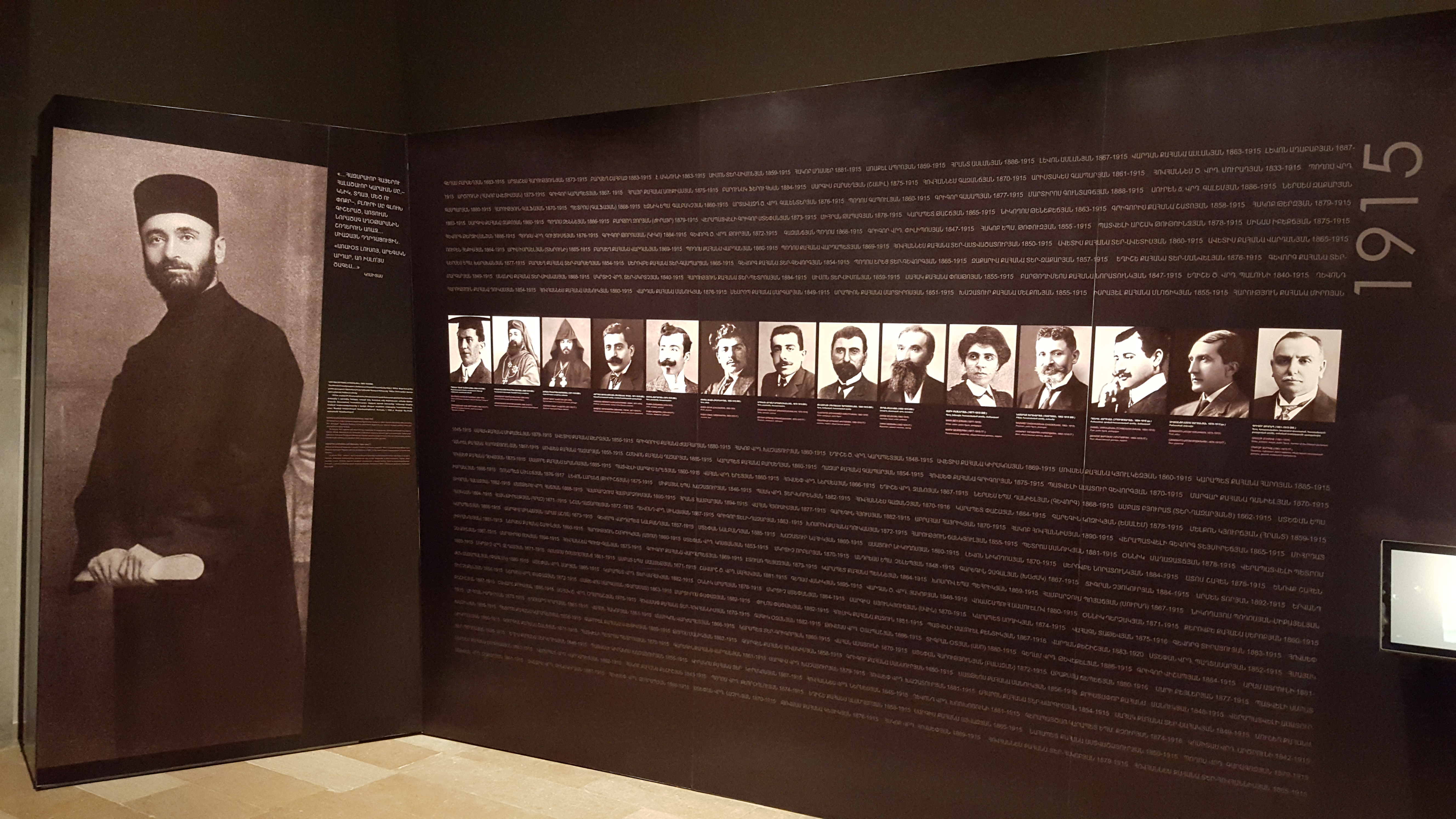
Una exhibición dedicada a los intelectuales armenios que fueron deportados en el museo del genocidio en Ereván.

La fecha oficial del Día de conmemoración del Genocidio Armenio es el 24 de abril, el día en que comenzaron las deportaciones de intelectuales armenios. La primera conmemoración, organizada por un grupo de sobrevivientes del Genocidio Armenio, fue llevada a cabo en Estambul en 1919 en la Iglesia de la Sagrada Trinidad Armenia de la ciudad. Muchas importantes figuras de la comunidad armenia participaron de la conmemoración. Luego de su conmemoración inicial, la fecha se convirtió en la fecha oficial de conmemoración del genocidio.

## Deportados notables
A continuación, una lista de importantes intelectuales, líderes y otras figuras públicas armenias que fueron deportadas el 24 de abril de 1915, la primera ola de deportaciones. Los nombres en la lista son nombres que fueron proveídos por los Archivos Otomanos y varias fuentes armenias:
| Nombre                                                                    | Fecha y lugar de nacimiento             | Situación                 | Afiliación política                     | Ocupación | Deportado a                                               | Notas |
| ------------------------------------------------------------------------- | --------------------------------------- | ------------------------- | --------------------------------------- | --- | --------------------------------------------------------- | --- |
| Sarkis Abo Սարգիս Ապօ                                                     |                                         | Asesinado                 | Dashnak                                 | Profesor | Ayaş                                                      | Armenio del Cáucaso, asesinado en Ankara. |
| Levon Aghababian Լեւոն Աղապապեան                                          | Bitlis, 1887                            | Fallecido                 |                                         | Matemático, director de escuelas secundarias en Kütahya y Akşehir (1908–1914). Dirigió su propia escuela en Kütahya durante 3 años. | Çankırı                                                   | Fallecido en 1915. |
| Hrant Aghajanian Հրանդ Աղաճանեան                                          |                                         | Asesinado                 |                                         | | Çankırı                                                   | Ejecutado en la horca en la plaza Bezayit (Constantinopla), el 18 de enero de 1916. |
| Mihran Aghajanian Միհրան Աղաճանեան                                        |                                         | Asesinado                 |                                         | Banquero | Ayaş                                                      | Regresó a Constantinopla, en donde fue ejecutado en la horca. |
| Mihran Aghasyan Միհրան Աղասեան                                            | Edirne, 1854                            | Asesinado                 |                                         | Poeta y músico | Der Zor                                                   | Deportado hacia Der Zor, donde fue asesinado en 1916. |
| Khachatur Malumian Խաչատուր Մալումեան                                     | Zangezur, 1865                          | Asesinado                 | Dashnak                                 | Militante de Dashnak, editor de periódico, cumplió un rol en la creación de una organización de fuerzas en oposición al sultán otomano, dando paso a la creación de la Constitución otomana de 1908. | Ayaş                                                      | Fue sacado de la prisión de Aya, el 5 de mayo y llevado bajo custodia militar hacia Diyarbakır, junto con Daghavarian, Jangülian, Khajag, Minassian y Zartarian para comparecer ante una corte marcial instalada allí, y aparentemente, fueron asesinados por un grupo paramilitar liderados por Cherkes Ahmet, y los tenientes Halil y Nazım, en una localidad llamada Karacaören, poco antes de llegar hacia Diyarbakır. Los asesinos fueron juzgados y ejecutados en Damasco por Cemal Bajá en septiembre de 1915, y los asesinatos fueron puestos bajo una investigación en 1916 por el Parlamento otomano liderado por Artin Boshgezenian, diputado por Alepo. |
| Dikran Ajemian Տիգրան Աճեմեան                                             |                                         | Sobreviviente             |                                         | | Ayaş                                                      | Regresó a Constantinopla junto con un grupo de 10 deportados desde Ayaş. |
| Dikran Allahverdi Տիգրան Ալլահվերտի                                       |                                         | Sobreviviente             |                                         | Miembro de diferentes consejos patriarcales | Ayaş                                                      | Regresó a Constantinopla. |
| Vahan Altunian Վահան Ալթունեան                                            |                                         | Sobreviviente             |                                         | Dentista | Çankırı                                                   | Se le permitió regresar a Constantinopla poco después del 11 de mayo de 1915. Dejó Çankırı el 6 de agosto de 1915, fue encarcelado en Ankara, fue desplazado hacia Tarso, y finalmente llega a Constantinopla el 22 de septiembre de 1915. |
| Vahram Altunian Վահրամ Ալթունեան                                          |                                         | Fallecido                 |                                         | Comerciante | Çankırı                                                   | |
| Aram Andonian Արամ Անտոնեան                                               | Constantinopla, 1875                    | Sobreviviente             | Hunchak Հնչակեան Վերակազմ               | Escritor y periodista, miembro de la Asamblea Nacional Armenia (Imperio otomano) | Çankırı                                                   | Perteneció al segundo convoy con solo uno o dos sobrevivientes que salieron de Çankırı el 19 de agosto de 1915; se rompió una pierna, fue encarcelado en Ankara entre el 20 y 24 de agosto, y luego escapó tras su hospitalización en el Hospital de Ankara. Se unió a otra caravana de deportados, y regresó a Constantinopla pasando por Tarso, Mardin, Der Zor y Haleb, en donde permaneció en un campo de concentración en medio del desierto, en las cercanías de la ciudad de Meskene. Publicó sus experiencias personales en su obra literaria En aquellos oscuros días, editó la colección de telegramas, cuya autenticidad se disputa, que contiene las órdenes de exterminio de Talat Bajá; asumió la dirección de la biblioteca Nubar AGBU en París, entre 1928 y 1951. |
| V. Arabian Վ. Արապեան                                                     |                                         |                           |                                         | Patriota o educador |                                                           | |
| Sarkis Armdantsi Սարգիս Արմտանցի                                          |                                         | Asesinado                 |                                         | | Ayaş                                                      | Asesinado en Ankara. |
| K. Armuni Գ. Արմունի                                                      |                                         |                           |                                         | Abogado |                                                           | |
| Asadur Arsenian Ասատուր Արսենեան                                          |                                         | Asesinado                 |                                         | Químico farmacéutico | Çankırı                                                   | Perteneció al segundo convoy con solo uno o dos sobrevivientes que salieron de Çankırı el 19 de agosto de 1915, encarcelado en Ankara entre el 20 y 24 de agosto, siendo asesinado camino hacia Yozgat o cerca de Der Zor. |
| Arslanian Արսլանեան                                                       |                                         |                           |                                         | Comerciante(?) | Çankırı                                                   | |
| Artsruni Արծրունի                                                         |                                         | Asesinado                 |                                         | Patriota o educador | Çankırı                                                   | |
| Baruyr Arzumanian Պարոյր Արզումանեան                                      |                                         | Asesinado                 |                                         | | Çankırı                                                   | Perteneció al segundo convoy con uno o dos sobrevivientes que salieron de Çankırı el 19 de agosto de 1915, siendo encarcelado en Ankara entre el 20 y 24 de agosto, y siendo asesinado camino hacia Yozgat. |
| Vahram Asadurian Վահրամ Ասատուրեան                                        | Gedikpaşa                               | Sobreviviente             |                                         | Químico farmacéutico | Çankırı                                                   | Deportado a Meskene donde finalmente sirvió en el ejército como asistente médico, y ayudó a los deportados armenios. |
| H. Asadurian Յ. Ասատուրեան                                                |                                         | Sobreviviente             |                                         | Dueño de una oficina de impresión | Ayaş                                                      | Se le dio la autorización de volver a su país. |
| Harutiun Asdurian Յարութիւն Աստուրեան                                     |                                         | Asesinado                 |                                         | | Ayaş                                                      | Asesinado en Ankara. |
| Hrant Asdvadzadrian Հրանդ Աստուածատրեան                                   |                                         | Sobreviviente             |                                         | | Ayaş                                                      | Regresó a Constantinopla. |
| D. Ashkharuni Տ. Աշխարունի                                                |                                         |                           |                                         | Patriota o educador |                                                           | |
| Atamian Ադամեան                                                           | Erzurum                                 | Sobreviviente             |                                         | Comerciante | Konya                                                     | Se le dio la autorización de volver a su país. |
| Varteres Atanasian Վարդերես Աթանասեան                                     | 1874                                    | Fallecido                 | Hunchak                                 | "Elegido" (mukhtar) de Feriköy, comerciante | Çankırı                                                   | Fallecido en 1916 (?) |
| Yeghise Kahanay Ayvazian Եղիսէ Քհնյ. Այվազեան                             | Bolu, 13 de octubre de 1870             |                           |                                         | Clérigo | Encarcelado en Constantinopla por dos meses               | Deportadp a Konya, Bey Shehir, Konya, Ulukshla, Ereyli (donde conoció a muchos clérigos de Bardizag), Bozanti, Cardaklik y Tarso. Dejó Tarso el 15 de octubre de 1915 en dirección de Osmaniye, Islahiye, Tahtaköprü, en las afueras de Alepo. |
| Azarik Ազարիք                                                             |                                         | Fallecido                 |                                         | Químico farmacéutico | Çankırı                                                   | Falleció en Der Zor. |
| Krikoris Balakian Գրիգորիս Պալաքեան                                       | Tokat, 1879                             | Sobreviviente             |                                         | Clérigo | Çankırı                                                   | Escapó. Vivió en Manchester y Marseille después de la guerra — Publicó sus memorias del exilio. Falleció en Marseille en 1934. |
| Balassan Պալասան                                                          | Musulmán desde Persia                   | Asesinado                 | Adoptado como niño por el Dashnak       | Portero y cafetero para el personal de la editorial Azadamard | Ayaş                                                      | Asesinado, a pesar de la intervención de la Embajada de Persia. |
| Khachig Bardizbanian Խաչիկ Պարտիզպանեան                                   |                                         | Asesinado                 |                                         | Figura pública | Ayaş                                                      | Asesinado en Ankara. |
| Levon Bardizbanian Լեւոն Պարտիզպանեան                                     | Elazığ, 1887                            |                           | Dashnak                                 | Médico y director de Azadamard |                                                           | |
| Vaghinag Bardizbanian Վաղինակ Պարտիզպանեան                                |                                         | Sobreviviente             |                                         | Oficial de la compañía de navegación Khayrie | Çankırı                                                   | Se le permitió regresar a Constantinopla poco después del 11 de mayo de 1915. |
| Zareh Bardizbanian Զարեհ Պարտիզպանեան                                     |                                         | Sobreviviente             |                                         | Dentista | Çankırı                                                   | Se le permitió regresar a Constantinopla en un telegrama especial de Talat Pasha, el 7 de mayo de 1915. Los 8 prisioneros de este grupo fueron notificados el domingo 9 de mayo de 1915, sobre su liberación y dejaron Çankırı el 11 de mayo de 1915. |
| Manuk Basmajian Մանուկ Պասմաճեան                                          |                                         | Sobreviviente             |                                         | Arquitecto e intelectual | Çankırı                                                   | Se le permitió regresar a Constantinopla poco después del 11 de mayo de 1915. |
| Mkrtich Basmajian Մկրտիչ Պասմաճեան                                        |                                         | Sobreviviente             |                                         | Vendedor de armas | Çankırı                                                   | Enviado a İzmit para someterse a interrogaciones, junto con otros deportados. Luego fue enviado hacia Konya. Fue nuevamente deportado, pero logró huir a medio camino hacia Der Zor y regresar a Constantinopla. |
| D. Bazdikian Տ. Պազտիկեան                                                 |                                         |                           |                                         | Patriota o educador |                                                           | |
| Bedig Պետիկ                                                               |                                         |                           |                                         | Escritor y publicista |                                                           | |
| Movses Bedrosian Մովսէս Պետրոսեան                                         |                                         |                           | Dashnak                                 | Profesor | Çankırı                                                   | Liberado tras ser húngaro, y regresó a Sofía. |
| G. Beylikjian Կ. Պէյլիքճեան                                               |                                         |                           |                                         | Comerciante |                                                           | |
| Khachig Berberian Խաչիկ Պէրպէրեան                                         |                                         | Sobreviviente             |                                         | Profesor | Ayaş                                                      | Regresó a Constantinopla. |
| E. Beyazian Ե. Պէյազեան                                                   |                                         |                           |                                         | Patriota o educador |                                                           | |
| Beylerian Պէյլերեան                                                       |                                         |                           | Hijo de Hagop Beylerian                 | | Çankırı                                                   | |
| Hagop Beylerian Յակոբ Պէյլերեան                                           | 1843 from Kayseri(?)                    | Sobreviviente             | Padre de Beylerian                      | Comerciante | Çankırı                                                   | Se le permitió regresar a Constantinopla el 11 de mayo de 1915. Falleció en 1921(?) |
| Artin Boghosian Արթին Պօղոսեան                                            |                                         | Sobreviviente             |                                         | | Çankırı                                                   | "Perdonado en la condición de que no regrese a Constantinopla", de acuerdo con un telegrama desde el Ministerio del Interior, realizado el 25 de agosto de 1915, sobre el tema de los exiliados erróneamente no incluidos en un antiguo telegrama del 3 de agosto. |
| Khachig Boghosian Խաչիկ Պօղոսեան                                          |                                         | Sobreviviente             |                                         | Doctor, psicólogo y diputado de la Asamblea Nacional Armenia | Ayaş                                                      | Arrestado el 24 de abril de 1915 y exiliado el 3 de mayo de 1915. Regresó a Constantinopla después de una nueva deportación desde Ayaş hacia Ankara y Alepo después del armisticio. Vivió en Alepo después de la guerra. Fundó un hospital. Publicó sus memorias del exilio. Falleció en 1955 en Alepo. |
| Hampartsoum Boyadjian (Mourad) Համբարձում Պօյաճեան (Մուրատ)               | Hadjin (actual Saimbeyli), 1867         | Asesinado                 | Hunchak                                 | Doctor, con una larga y conocida historia de actividad política y agitación, uno de los principales fundadores del Partido Hunchak en 1888 y uno de sus principales líderes. Principal organizador de la manifestación de Kum Kapu, líder de la revuelta de Sasun entre 1904 y 1905, y diputado de la Asamblea Nacional de Armenia en 1908, representando la provincia de Kumkapı y posteriormente es diputado del Parlamento otomano por Adana. Mourad fue su nom de guerre. | Çankırı                                                   | Fue enviado a Kayseri para comparecer ante una corte marcial, pero es ejecutado durante el proceso en 1915. |
| Piuzant Bozajian Բիւզանդ Պօզաճեան                                         |                                         | Sobreviviente             |                                         | Diputado de la Asamblea Nacional Armenia | Ayaş                                                      | Regresó a Constantinopla. |
| Gh. Chplakian Ղ. Չպլաքեան                                                 |                                         | Sobreviviente             |                                         | | Konya                                                     | Deportado a Konya, Tarso, Kuşcular, Belemedik. Regresó a Constantinopla después del armisticio. |
| Yervant Chavushyan Երունդ Չաւուշեան                                       | Constantinopla, 1867                    | Fallecido                 | Hunchak                                 | Científico, profesor y editor en jefe del periódico "Tzayn Hayrenyats". | Çankırı                                                   | Deportado a Hama, Der Zor, donde falleció pr una enfermedad Falleció al mismo tiempo y en la misma carpa que Husig A. Kahanay Katchouni, en un pueblo aledaño a Meskene. |
| Chebjie Ջպճը                                                              |                                         |                           | Católico-armenio                        | Arquitecto | Çankırı                                                   | |
| Dikran Chökürian Տիգրան Չէօկիւրեան                                        | Gyumushkana, 1884                       | Asesinado                 |                                         | Escritor, publicista, profesor y editor en jefe de Vostan. | Ayaş                                                      | Asesinado en Ankara; hermano menor de Chökürian. |
| Chökürian Չէօկիւրեան                                                      |                                         |                           |                                         | Escritor y publicista |                                                           | Hermano de Dikran Chökürian |
| Kaspar Cheraz Գասպար Չերազ                                                | Hasköy, 1850                            | Sobreviviente             |                                         | Abogado, figura pública y hermano de Minas Cheraz | Çankırı                                                   | Salió de Çankırı en invierno después de 7 meses y sobrevivió los siguientes 3 años como refugiado en Uşak, junto con sus compañeros Hovhan Vartaped Garabedian, Mikayel Shamtanchian, Vartan Kahanay Karagözian de Feriköy. Después del armisticio, regresó a Constantinopla. Fue deportado en lugar de su hermano Minas Cheraz, quien emigró hacia Francia, Kaspar Cheraz falleció en 1928 en Constantinopla. |
| K. Chukhajian Գ. Չուհաճեան                                                |                                         |                           |                                         | Comerciante |                                                           | |
| Aharon Dadurian Ահարոն Տատուրեան                                          | Ovacik (cerca de İzmit), 1886           | Sobreviviente             |                                         | Poeta | Eregli                                                    | Regresó a Constantinopla después del armisticio. Después de una breve estancia en Constantinopla y Bulgaria, prosiguió sus estudios en Praga (1923–28) se asentó en Francia hacia finales de los años veinte. Falleció en 1965. |
| Nazaret Daghavarian Նազարէթ Տաղաւարեան                                    | Sivas, 1862                             | Asesinado                 |                                         | Médico, director del Hospital Surp Prgitch, diputado del Parlamento otomano, diputado de la Asamblea Nacional de Armenia por Sivas y miembro fundador de la Unión Benéfica General Armenia. | Ayaş                                                      | Fue removido de la prisión de Ayaş el 5 de mayo, llevado bajo custodia militar hacia Diyarbakır junto con Agnouni, Jangülian, Khajag, Minassian and Zartarian para comparecer ante una corte marcial asentada allí, y aparentemente, fueron asesinados por grupos paramilitares patrocinados por Cherkes Ahmet, y los tenientes Halil and Nazım, en una localidad llamada Karacaören, poco antes de llegar hacia Diyarbakır. Los homicidas fueron juzgados y ejecutados en Damasco por Cemal Pasha en septiembre de 1915, y los asesinatos se convirtieron en tema de investigación por parte del Parlamento Otomano, liderado por Artin Boshgezenian, diputado por Alepo. |
| Danielian Դանիէլեան                                                       |                                         | Sobreviviente             | Hunchak                                 | Sastre | Çankırı                                                   | |
| Boghos Danielian Պօղոս Դանիէլեան                                          |                                         | Fallecido                 | Dashnak                                 | Abogado | Çankırı                                                   | Fallecido en Der Zor. |
| Garabed Deovletian Կարապետ Տէօվլեթեան                                     |                                         | Sobreviviente             |                                         | Oficial de banco | Çankırı                                                   | Se le permitió regresar a Constantinopla poco después del 11 de mayo de 1915. |
| Nerses Der-Kaprielian (Shahnour) Ներսես Տէր-Գաբրիէլեան (Շահնուր)          | Kayseri                                 | Asesinado                 |                                         | | Çankırı                                                   | Perteneció al segundo convoy con solo uno o dos sobrevivientes que dejaron Çankırı el de agosto de 1915, siendo encarcelado en Ankara entre el 20 y 24 de agosto y asesinado mientras era trasladado hacia Yozgat. |
| Noyig Der-Stepanian Նոյիկ Տէր-Ստեփանեան                                   | Erzincan                                | Sobreviviente             |                                         | Agente de comisiones, comerciante y banquero | Çankırı                                                   | Se le permitió regresar a Constantinopla poco después del 11 de mayo de 1915. Sin embargo, 40 miembros de su familia fallecieron. |
| Parsegh Dinanian Բարսեղ Տինանեան                                          |                                         | Sobreviviente             |                                         | Médico | Çankırı                                                   | Se le permitió regresar a Constantinopla poco después del 11 de mayo de 1915. Fue uno de los organizadores de la ceremonia de conmemoración del 24 de abril de 1919. |
| K. Diratsvian Գ. Տիրացուեան                                               |                                         |                           |                                         | Escritor, publicista |                                                           | |
| Khor. Dkhruni Խոր. Տխրունի                                                |                                         |                           |                                         | Escritor, publicista |                                                           | |
| Krikor Djelal Գրիգոր Ճելալ                                                |                                         | Sobreviviente             | Hunchak                                 | | Çankırı                                                   | Se le permitió regresar a Constantinopla poco después del 11 de mayo de 1915. |
| Missak Djevahirdjian Միսաք Ճէվահիրճեան                                    | Kayseri, 1858                           | Sobreviviente             |                                         | Médico (ginecólogo en la corte), miembro del consejo de tribunal | Çankırı                                                   | Se le permitió regresar a Constantinopla el 11 de mayo de 1915. Los 8 prisioneros de este grupo fueron notificados el domingo 9 de mayo de 1915 sobre su liberación y dejaron Çankırı el 11 de mayo de 1915. Fue liberado con la ayuda de Pesin Omer Paşa. Falleció en 1924. |
| Armen Dorian (Hrachia Surenian) Արմեն Տօրեան (Հրաչյա Սուրէնեան)           | Sinope, 1892                            | Asesinado                 |                                         | Poeta franco-armenio, editor del semanario "Arene" (Paris) y fundador de la escuela Panteísta. | Çankırı                                                   | Finalizó sus estudios en la Universidad de Sobornne en 1914 y regresó a Constantinopla. Fue deportado a Çankırı, y enviado al desierto de Anatolia, donde fue encarcelado y asesinado, según por Nshan Kalfayan, |
| Chris Fenerjian (Silvio Ricci)                                            |                                         | Sobreviviente             |                                         | | Ayaş                                                      | Se establece como ciudadano búlgaro y regresa a Bulgaria. |
| Parunak Ferukhan Բարունակ Ֆէրուխան                                        | Constantinopla, 1884                    | Asesinado                 |                                         | Oficial de la administración de Bakırköy (Makriköy) y violinista | Çankırı                                                   | Perteneció al segundo convoy con solo uno o dos sobrevivientes que dejaron Çankırı el 19 de agosto de 1915, siendo encarcelado en Ankara entre el 20 y 24 de agosto, y asesinado mientras era trasladado hacia Yozgat. |
| Hovhan Vartaped Garabedian Յովհան Վրդ. Կարապետեան                         | Bursa, 22 de junio de 1888              | Sobreviviente             |                                         | Clérigo, M.A. de la Universidad de Columbia, secretario del Patriarca Zaven | Çankırı                                                   | Estudió en los Estados Unidos, regresando en 1914 y siendo ordenado predicador el 16 de junio de 1914 en Echmiadzin. Partió desde Çankırı en invierno después de 7 meses, y paso los siguientes 3 años como refigiado en Uşak junto con sus compañeros Kaspar Cheraz, Mikayel Shamtanchian, Vartan Kahanay Karagözian de Feriköy. Después del armisticio, regresó a Constantinopla y se convirtió en predicador en Gedikpaşa y Balat, y miembro del consejo religioso. Entre el 20 de julo de 1919 y el 5 de agosto de 1920, fue elegido primado de İzmir. Posteriormente obtuvo un título más alto como sacerdote célibe (Ծ. Վրդ.). El 8 de enero de 1921 viajó a America y se convirtió en predicador de la Iglesia St. Lusavorich en Nueva York. Sobrevivió y dejó su cargo de clérigo. |
| Mkrtich Garabedian Մկրտիչ Կարապետեան                                      |                                         | Sobreviviente             | Católico-armenio                        | | Ayaş                                                      | Se le otorgó el permiso de regresar a Constantinopla, ya que fue encarcelado erróneamente al ser confundido por el maestro del mismo nombre. |
| Ghazaros Ղազարոս                                                          |                                         |                           | Dashnak                                 | | Çankırı                                                   | Deportado en lugar de Marzbed (Ghazar Ghazarian). |
| Ghonchegülian Ղոնչէկիւլեան                                                |                                         | Fallecido                 |                                         | Comerciante de Akn | Çankırı                                                   | Falleció cerca de Meskene. |
| Krikor Torosian (Gigo) Գրիգոր Թորոսեան (Կիկօ)                             | 1884 in Akn                             | Asesinado                 |                                         | Editor del periódico satírico Gigo | Ayaş                                                      | Asesinado en Ankara. |
| Gülustanian Կիւլուստանեան                                                 |                                         | Asesinado / Sobreviviente |                                         | Dentista | Çankırı                                                   | "Autorizado para residir libremente en Çankırı" de acuerdo a un telegrama desde el Ministerio del Interior, el 25 de agosto de 1915, en relación al tema de los exiliados erróneamente en un telegrama realizado el 3 de agosto. Sin embargo, fue asesinado en un pueblo llamado Tüney en 1915, junto con Ruben Sevak, Daniel Varoujan and Mağazacıyan en un grupo de 5 personas. |
| Melkon Gülustanian Մելքոն Կիւլուստանեան                                   |                                         | Sobreviviente             |                                         | | Ayaş                                                      | Pariente de su homónimo en Çankırı; siendo liberado, y regresa a Constantinopla. |
| Haig Goshgarian Հայկ Կօշկարեան                                            |                                         | Sobreviviente             |                                         | Editor de Odian y Gigo | Der Zor                                                   | Sobrevivió a la deportación de Der Zor y regresó a Constantinopla después del armisticio. |
| Reverend Grigorian Սուրբ Հայր Գրիգորեան                                   |                                         |                           |                                         | Pastor y editor de Avetaper | Çankırı                                                   | |
| Melkon Gülesserian Մելքոն Կիւլեսերեան                                     |                                         | Sobreviviente             |                                         | | Çankırı                                                   | Permitted to return to Constantinople soon after 11 May 1915. |
| Mihrdat Haigazn Միհրդատ Հայկազն                                           |                                         | Asesinado                 | Dashnak                                 | Patriota o educador, miembro de la Aamblea Nacional de Armenia y comerciante de paraguas. | Ayaş                                                      | Expulsado en varias ocasiones, y asesinado en Ankara. |
| K. Hajian Գ. Հաճեան                                                       |                                         | Sobreviviente             |                                         | Químico farmacéutico | Çankırı                                                   | Regresó a Çankırı después del armisticio. |
| Hampartsum Hampartsumian Համբարձում Համբարձումեան                         | Constantinopla, 1890                    | Asesinado                 |                                         | Escritor y publicista | Ayaş                                                      | Asesinado en Ankara. |
| Hovhannes Hanisian Յովհաննէս Հանիսեան                                     |                                         | Sobreviviente             |                                         | | Çankırı                                                   | "Perdonado con la condición de que no regrese a Constantinopla" de acuerdo a un telegrama del Ministerio del Interior, dado el 25 de agosto de 1915, en relación al tema de los exiliados erróneamente no incluidos en un telegrama recibido el 3 de agosto. |
| Ardashes Harutiunian Արտաշէս Յարութիւնեան                                 | Malkara (cerca de Rodosto), 1873        | Asesinado                 |                                         | Escritor y publicista |                                                           | Stayed in Üsküdar on 24 April 1915. Arrested on 28 July 1915 and severely beaten at the Müdüriyet. When his father came to see him he was imprisoned as well. Father and son were deported together with 26 Armenians to Nicomedia (modern İzmit) and jailed in the Armenian church converted into a prison. Finally stabbed to death together with his father near Derbent on 16 August 1915. |
| Abraham Hayrikian Աբրահամ Հայրիկեան                                       |                                         | Asesinado                 |                                         | Turkologist, director of Ardi college, member of Armenian National Assembly | Ayaş                                                      | Killed in Ankara. |
| K. Hiusian Գ. Հիւսեան                                                     |                                         |                           |                                         | Patriot or educator |                                                           | |
| Haig Hojasarian Հայկ Խօճասարեան                                           |                                         | Sobreviviente             |                                         | Teacher, educator, headmaster of Bezciyan school (1901–1924), politician in Ramgavar | Çankırı                                                   | Permitted to return to Constantinople mid-June 1915, deputy of the Armenian National Assembly in 1919 became later chancellor of the Diocese of the Armenian Church of America. |
| Mkrtich Hovhannessian Մկրտիչ Յովհաննէսեան                                 |                                         | Asesinado                 | Dashnak                                 | Profesor | Ayaş                                                      | Killed in Ankara. |
| Mkrtich Hovhannessian Մկրտիչ Յովհաննէսեան                                 |                                         | Sobreviviente             |                                         | | Ayaş                                                      | Deported in lieu of Dashnak member Mkritch Hovhannessian, returned to Constantinople. |
| Melkon Giurdjian (Hrant) Մելքոն Կիւրճեան (Հրանդ)                          | 1859 in Palu                            | Asesinado                 | Dashnak                                 | Writer, publicist, armenologist, member of Armenian National Assembly | Ayaş                                                      | Killed in Ankara. |
| Krikor Hürmüz Գրիգոր Հիւրմիւզ                                             |                                         | Asesinado                 |                                         | Writer, publicist |                                                           | |
| Khachig Idarejian Խաչիկ Իտարէճեան                                         |                                         | Asesinado                 |                                         | Teacher | Ayaş                                                      | Killed in Ankara. |
| Karnik Injijian Գառնիկ Ինճիճեան                                           |                                         | Sobreviviente             |                                         | Merchant | Çankırı                                                   | Released upon request. |
| Aris Israelian (Dkhruni) Արիս Իսրայէլեան (Տխրունի)                        | 1885                                    | Fallecido                 | Dashnak                                 | Teacher, writer | Çankırı                                                   | Was in Konya in 1916, died later under unknown circumstances. |
| Apig Jambaz Աբիկ Ճամպազ                                                   | from Pera                               | Fallecido                 | Armenian-Catholic                       | Merchant | Çankırı                                                   | Permitted to return to Constantinople soon after 11 May 1915. |
| Harutiun Jangülian Յարութիւն Ճանկիւլեան                                   | 1855 in Van                             | Asesinado                 | Hunchak                                 | One of the organizers of the 1890 Kumkapı affray, political activist, member of Armenian National Assembly, published his memoirs in 1913. | Ayaş                                                      | Dispatched to Diyarbakir, but executed after Aleppo between Urfa and Severek by Haci Tellal Hakimoglu (Haci Onbasi) - Removed from the Ayaş prison on 5 May and taken under military escort to Diyarbakır along with Daghavarian, Agnouni, Khajag, Minassian and Zartarian to appear before a court martial there and they were, seemingly, murdered by state-sponsored paramilitary groups led by Cherkes Ahmet, and lieutenants Halil and Nazım, at a locality called Karacaören shortly before arriving at Diyarbakır. The murderers were tried and executed in Damascus by Cemal Pasha in September 1915, and the assassinations became the subject of a 1916 investigation by the Ottoman Parliament led by Artin Boshgezenian, the deputy for Aleppo. |
| Aram Kalenderian Արամ Գալէնտէրեան                                         |                                         | Sobreviviente             |                                         | Official of the Ottoman Bank |                                                           | Granted permission to return. |
| Harutiun Kalfayan Յարութիւն Գալֆաեան                                      | in Üsküdar                              | Fallecido                 | Hunchak                                 | Director of Arhanyan College | Çankırı                                                   | Died in 1915. Not to be confused with his namesake, also a deportee but a Dashnak member, who was mayor of Bakırköy (Makriköy) quarter of Constantinople. |
| Harutiun Kalfayan Յարութիւն Գալֆաեան                                      | 1870 in Talas                           | Fallecido en Ankara       | Dashnak                                 | Lawyer, mayor of Bakırköy (Makriköy) | Çankırı                                                   | Died in 1915. Uncle of Nshan Kalfayan. Not to be confused with his namesake, also a deportee but a Hunchak member, who was a schoolmaster. |
| Nshan Kalfayan Նշան Գալֆաեան                                              | 16 April 1865 in Üsküdar                | Sobreviviente             |                                         | Agronomist, lecturer in agriculture at Berberyan school | Çankırı                                                   | Permitted to return to Constantinople soon after 11 May 1915. Moved to Greece in 1924. Invited to Persia in 1927 to administer properties of the Shah. Was a correspondent for the Académie française. |
| Kantaren Գանթարեն                                                         |                                         |                           |                                         | | Çankırı                                                   | |
| Rafael Karagözian Ռաֆայէլ Գարակէօզեան                                     |                                         | Sobreviviente             |                                         | | Çankırı                                                   | Permitted to return to Constantinople by a telegramme from Talat Pasha on 7 May 1915. |
| Takvor Karagözian(?) Թագւոր Գարակէօզեան                                   |                                         |                           |                                         | Comerciant | Çankırı                                                   | |
| Vartan Kahanay Karagözian Վարդան Քհնյ. Գարակէօզեան                        | 15 July 1877 in Kumkapı, Constantinople | Sobreviviente             |                                         | Clérigo de Feriköy | Çankırı                                                   | Departed from Çankırı in winter after seven months and survived the next three years as refugee in Uşak together with his companions Hovhan Vartaped Garabedian, Kaspar Cheraz, Mikayel Shamtanchian. After the armistice he returned to Constantinople. |
| Aristakes Kasparian Արիստակէս Գասպարեան                                   | 1861 in Adana                           | Asesinado                 |                                         | Lawyer, businessman, member of Armenian National Assembly | Ayaş                                                      | Killed in Ankara. |
| Husig A. Kahanay Katchouni Յուսիկ Ա. Քհնյ. Քաջունի                        | 1851 in Arapgir                         | Fallecido                 | Dashnak                                 | Clérigo | Çankırı                                                   | Deported further and died from illness in a village near Meskene. He died at the same time in the same tent as Yervant Chavushyan. |
| Kevork Kayekjian Գէորգ Գայըգճեան                                          |                                         | Asesinado                 |                                         | Comerciante | Çankırı                                                   | Belonged to the second convoy with only one or two survivors that left Çankırı on 19 August 1915, jailed in Ankara 20–24 August killed en route to Yozgat. Three Kayekjian brothers were deported and killed altogether near Ankara. |
| Levon Kayekjian Լեւոն Գայըգճեան                                           |                                         | Asesinado                 |                                         | Merchant | Çankırı                                                   | Belonged to the second convoy with only one or two survivors that left Çankırı on 19 August 1915, jailed in Ankara 20–24 August killed en route to Yozgat. Three Kayekjian brothers were deported and killed altogether near Ankara. |
| Mihran Kayekjian Միհրան Գայըգճեան                                         |                                         | Asesinado                 |                                         | Merchant | Çankırı                                                   | Belonged to the second convoy with only one or two survivors that left Çankırı on 19 August 1915, jailed in Ankara 20–24 August killed en route to Yozgat. Three Kayekjian brothers were deported and killed altogether near Ankara. |
| Arshak Kahanay Kazazian Արշակ Քհնյ. Գազազեան                              |                                         | Sobreviviente             |                                         | Clergyman | Çankırı                                                   | |
| Piuzant Kechian Բիւզանդ Քէչեան                                            | 1859                                    | Sobreviviente             |                                         | Editor, owner of influential newspaper Piuzantion, historian | Çankırı                                                   | Permitted to return to Constantinople by special telegramme from Talat Pasha on 7 May 1915. The eight prisoners of this group were notified on Sunday, 9 May 1915, about their release and left Çankırı on 11 May 1915. Returned to Constantinople on 1 May 1915 [old calendar](?) and stayed in Plovdiv, Bulgaria, until the end of the war, died in 1927 or 1928. |
| Vahan Kehiayan (Dökmeji Vahan) Վահան Քէհեաեան                             | 1874 in Urfa                            | Asesinado                 | Hunchak                                 | Patriot or educator and craftsman | Çankırı                                                   | Killed on 26 August 1915 together with Ruben Sevak, Daniel Varoujan, Onnik Maghazajian, Artin Kocho. |
| Diran Kelekian Տիրան Քէլէկեան                                             | 1862 Kayseri                            | Asesinado                 | Ramgavar                                | Writer, university professor, publisher of a popular Turkish language newspapar, Sabah, freemason, author of a French-Turkish dictionary which is still a reference. | Çankırı                                                   | Permitted to reside with his family anywhere outside Constantinople by special order from Talat Pasha on 8 May 1915, chose Smyrna, but was taken under military escort to Çorum to appear before a court martial and killed on 20 October 1915 on the way to Sivas between Yozgat and Kayseri near the bridge Cokgöz on the Kizilirmak. |
| Akrig Kerestejian Ագրիկ Քերեսթեճեան                                       | 1855 in Kartal                          | Fallecido                 |                                         | Merchant of wood (coincides with the literal meaning of his name) |                                                           | |
| Garabed Keropian Պատ. Կարապետ Քերոբեան                                    | from Balıkesir                          | Sobreviviente             |                                         | Pastor | Çankırı                                                   | Permitted to return to Constantinople by special telegramme from Talat Pasha on 7 May 1915. The eight prisoners of this group were notified on Sunday, 9 May 1915, about their release and left Çankırı on 11 May 1915. He went to America. |
| Mirza Ketenjian Միրզա Քեթենենճեան                                         |                                         | Sobreviviente             | Dashnak                                 | |                                                           | |
| Karekin Khajag born as Karekin Chakalian Գարեգին Խաժակ (Գարեգին Չագալեան) | 1867 in Alexandropol                    | Asesinado                 | Dashnak                                 | Newspaper editor, teacher. | Ayaş                                                      | Removed from the Ayaş prison on 5 May and taken under military escort to Diyarbakır along with Daghavarian, Agnouni, Jangülian, Minassian and Zartarian to appear before a court martial there and they were, seemingly, murdered by state-sponsored paramilitary groups led by Cherkes Ahmet, and lieutenants Halil and Nazım, at a locality called Karacaören shortly before arriving at Diyarbakır. The murderers were tried and executed in Damascus by Cemal Pasha in September 1915, and the assassinations became the subject of a 1916 investigation by the Ottoman Parliament led by Artin Boshgezenian, the deputy for Aleppo. |
| A. Khazkhazian Ա. Խազխազեան                                               |                                         |                           |                                         | Merchant |                                                           | |
| Kherbekian Խերպէկեան                                                      | from Erzurum                            |                           |                                         | Merchant | Konya                                                     | Granted permission to return. |
| Hovhannes Kilijian Յովհաննէս Գըլըճեան                                     |                                         | Asesinado                 |                                         | Vendedor de libros | Ayaş                                                      | Killed in Ankara. |
| Sarkis Kiljian (S. Srents) Սարգիս Գըլճեան (Ս. Սրենց)                      |                                         | Sobreviviente             | Dashnak                                 | Profesor, escritor y publicista | Çankırı                                                   | Escaped from Çankırı to Konya and became Deputy of the Armenian National Assembly in 1919. |
| Hovhannes Kımpetyan(Kmpetian) Յովհաննէս Գմբէթեան                          | 1894 in Sivas                           | Asesinado                 |                                         | Poeta y educador | Çankırı                                                   | Killed during the deportation in Ras al-Ain. |
| Artin Kocho (Harutiun Pekmezian) Գոչօ Արթին (Յարութիւն Պէքմէզեան)         |                                         | Asesinado                 |                                         | Vendedor de pan en Ortaköy | Çankırı                                                   | Killed by 12 çetes on 26 August 1915 6 hours after Çankırı near the han of Tüneh in a group of five. |
| Kevork or Hovhannes Köleyan Գէորգ կամ Յովհաննէս Քէօլէեան                  |                                         | Asesinado                 |                                         | | Çankırı                                                   | Killed near Ankara. |
| Nerses (Der-) Kevorkian Ներսէս (Տէր-) Գէորգեան                            |                                         |                           |                                         | Comerciante | Çankırı                                                   | Was betrayed by a competitor. |
| Komitas Կոմիտաս                                                           | 1869 in Kütahya                         | Sobreviviente             |                                         | Priest, composer, ethnomusicologist, founder of a number choirs | Çankırı                                                   | Permitted to return to Constantinople by special telegramme from Talat Pasha on 7 May 1915. The eight prisoners of this group were notified on Sunday, 9 May 1915, about their release and left Çankırı on 11 May 1915 - developed a severe form of Posttraumatic stress disorder and spent twenty years in virtual silence in mental asylums, died 1935 in Paris. |
| Harutiun Konyalian Յարութիւն Գօնիալեան                                    |                                         | Asesinado                 |                                         | Sastre | Ayaş                                                      | Killed in Ankara. |
| Hagop Korian Յակոբ Գորեան                                                 | from Akn, in his seventies              | Sobreviviente             |                                         | Comerciante y profesor ocasional | Çankırı                                                   | Permitted to return to Constantinople soon after 11 May 1915. He left Çankırı on 6 August 1915, was jailed in Ankara, was displaced to Tarson, arrived in Constantinople on 22 September 1915. |
| Kosmos Կոզմոս                                                             |                                         |                           |                                         | | Çankırı                                                   | |
| Shavarsh Krissian Շաւարշ Քրիսեան                                          | 1886 in Constantinople                  | Asesinado                 | Dashnak                                 | Writer, publicist, teacher, editor of the first sports magazine of the Ottoman Empire Marmnamarz | Ayaş                                                      | He organized gym exercises in Ayaş. Until the deportees of Ayaş had learned about the 20 Hunchakian gallows of 15 June 1915, they weren't realising the severity of their situation. The exercises were viewed by the Turkish guards with great suspicion. Shavarsh Krissian was killed in Ankara. |
| M. Kundakjian Մ. Գունտագճեան                                              |                                         |                           |                                         | Abogado |                                                           | |
| Levon Larents (Kirishchiyan) Լեւոն Լարենց Քիրիշճեան                       | 1882 in Constantinople                  | Asesinado                 | Hunchak                                 | Poet, translator, professor of literature. | Ayaş                                                      | Killed during the deportation in Ankara. |
| Onnik Maghazajian Օննիկ Մաղազաճեան                                        | 1878 in Constantinople                  | Asesinado                 | Chairman of Kumkapı Progressive Society | Cartographer, bookseller | Çankırı                                                   | "Permitted to reside freely in Çankırı" according to a telegramme from the Ministry of the Interior on 25 August 1915 on the subject of exiles erroneously unlisted in a former 3 August telegramme. Killed in a village called Tüney in 1915, together with Ruben Sevak, Daniel Varoujan and Gülistanian in a group of five. |
| Asdvadzadur Manesian (Maniassian) Աստուածատուր Մանեսեան                   |                                         | Sobreviviente             |                                         | Merchant | Çankırı                                                   | |
| Bedros Manikian Պետրոս Մանիկեան                                           |                                         | Sobreviviente             | Çankırı                                 | Pharmacist |                                                           | |
| Vrtanès Mardiguian Վրթանէս Մարտիկեան                                      |                                         | Sobreviviente             |                                         | | Ayaş                                                      | Deported in a group of 50 persons to Ankara, 5 May 1915, dispatched to Ayaş on 7 May 1915, set free in July 1915, returned to Constantinople. |
| Marzbed (Ghazar Ghazarian) Մարզպետ (Ղազար Ղազարեան)                       |                                         | Fallecido                 | Dashnak                                 | Teacher | Ayaş                                                      | Dispatched around 18 May 1915 to Kayseri to appear before a court martial, worked under fake Turkish identity for the Germans in Intilli (Amanus railway tunnel), escaped to Nusaybin where he fell from a horse and died right before the armistice. |
| A. D. Mateossian Ա. Տ. Մատթէոսեան                                         |                                         |                           |                                         | Lawyer, writer |                                                           | |
| Melik Melikian Մելիք Մելիքեան                                             |                                         | Asesinado                 |                                         | | Çankırı                                                   | |
| Simon Melkonian Սիմոն Մելքոնեան                                           | from Ortaköy                            | Sobreviviente             |                                         | Architect | Çankırı                                                   | Permitted to return to Constantinople soon after 11 May 1915. |
| Theodoros Menzikian Թ. Մենծիկեան                                          |                                         | Asesinado                 |                                         | Merchant | Ayaş                                                      | Killed in Ankara. |
| Sarkis Minassian born as Aram Ashot Սարգիս Մինասեան                       | 1873 in Çengiler, Yalova                | Asesinado                 | Dashnak                                 | Chief editor of Droshak, Editor of Armenian newspaper in Boston till 1909, teacher, writer and political activist in the Ottoman capital after 1909; member of Armenian National Assembly | Ayaş                                                      | Removed from the Ayaş prison on 5 May and taken under military escort to Diyarbakır along with Daghavarian, Agnouni, Jangülian, Khajag and Zartarian to appear before a court martial there and they were, seemingly, murdered by state-sponsored paramilitary groups led by Cherkes Ahmet, and lieutenants Halil and Nazım, at a locality called Karacaören shortly before arriving at Diyarbakır. The murderers were tried and executed in Damascus by Cemal Pasha in September 1915, and the assassinations became the subject of a 1916 investigation by the Ottoman Parliament led by Artin Boshgezenian, the deputy for Aleppo. |
| Krikor Miskjian Գրիգոր Միսքճեան                                           | 1865                                    | Asesinado                 | brother of Stepan Miskjian              | Pharmacist | Çankırı                                                   | Belonged to the second convoy with only one or two survivors that left Çankırı on 19 August 1915, jailed in Ankara 20–24 August killed en route to Yozgat, killed near Ankara. |
| Stepan Miskjian Ստեփան Միսքճեան                                           | 1852 in Constantinople                  | Asesinado                 | brother of Krikor Miskjian              | Physician | Çankırı                                                   | Belonged to the second convoy with only one or two survivors that left Çankırı on 19 August 1915, jailed in Ankara 20–24 August killed en route to Yozgat, killed near Ankara. |
| Zareh Momjian Զարեհ Մոմճեան                                               |                                         | Asesinado                 |                                         | Translator at the Russian Consulate | Çankırı                                                   | "Pardoned on condition on not returning to Constantinople" according to a telegramme from the Ministry of the Interior on 25 August 1915 on the subject of exiles erroneously unlisted in a former 3 August telegramme. Belonged to the second convoy with only two survivors that left Çankırı on 19 August 1915, jailed in Ankara 20–24 August killed en route to Yozgat. |
| Apig Mübahejian Աբիկ Միւպահեաճեան                                         |                                         | Sobreviviente             |                                         | Publicist | Konya                                                     | Granted permission to return. |
| Avedis Nakashian Աւետիս Նագաշեան                                          |                                         | Sobreviviente             |                                         | Physician | Ayaş                                                      | Was set free 23 July 1915, sent his family to Bulgaria, served in the Ottoman army as captain in the Gülhane Hospital at the time of the Gallipoli campaign and immigrated to the US. |
| Nakulian Նագուլեան                                                        |                                         | Sobreviviente             |                                         | Doctor | Ayaş                                                      | Exiled 3 May 1915. Allowed to move free in Ayaş. Returned later to Constantinople. |
| Hagop Nargilejian Յակոբ Նարկիլէճեան                                       |                                         | Sobreviviente             |                                         | Pharmacist in the army | Çankırı                                                   | Permitted to return to Constantinople by special telegramme from Talat Pasha on 7 May 1915. The eight prisoners of this group were notified on Sunday, 9 May 1915, about their release and left Çankırı on 11 May 1915. |
| Markos Natanian Մարկոս Նաթանեան                                           |                                         | Sobreviviente             |                                         | Member of Armenian National Assembly | Çorum                                                     | Survived deportation to Çorum and later to Iskiliben, was permitted to go back. |
| Hrant Nazarian Հրանդ Նազարեան                                             |                                         |                           |                                         | | Çankırı                                                   | |
| Serovpe Noradungian Սերովբէ Նորատունկեան                                  |                                         | Asesinado                 | Dashnak                                 | Teacher at the Sanassarian college and member of Armenian National Assembly | Ayaş                                                      | Killed in Ankara. |
| Nosrigian Նօսրիկեան                                                       | from Erzurum                            | Sobreviviente             |                                         | Merchant | Konya                                                     | Granted permission to return. |
| Nshan Նշան                                                                |                                         | Asesinado                 |                                         | Tattooist in Kumkapı | Ayaş                                                      | Killed in Ankara. |
| Nshan Odian Նշան Օտեան                                                    |                                         |                           | Hunchak                                 | | Ayaş                                                      | |
| Yervant Odian Երուանդ Օտեան                                               | 1869 in Constantinople                  | Sobreviviente             |                                         | Writer | Ayaş                                                      | Deported August 1915. Accompanied Karekin Vrtd. Khatchaturian (prelate of Konia) from Tarson to Osmanieh. Islamized in 1916 under the name Aziz Nuri in Hama. After failed attempts to escape from Der Zor Odian worked in a factory for military uniforms together with Armenian deportees from Aintab. Soon afterwards he became translator to the military commander of Der Zor. Finally he was orderly to the commander Edwal of the German garrison in Der Zor and gave account of the killing of the last deportees from Constantinople in the prison of Der Zor as late as January 1918 and described that all the policemen and officials kept Armenian women. |
| Aram Onnikian Արամ Օննիկեան                                               |                                         | Sobreviviente             |                                         | Merchant, chemist | Çankırı                                                   | Son of Krikor Onnikian |
| Hovhannes Onnikian Յովհաննէս Օննիկեան                                     |                                         | Fallecido                 |                                         | Merchant | Çankırı                                                   | Son of Krikor Onnikian; died from illness in Hajkiri near Çankırı. |
| Krikor Onnikian Գրիգոր Օննիկեան                                           | 1840                                    | Fallecido                 |                                         | Merchant | Çankırı                                                   | Father of Aram, Hovhannes and Mkrtich Onnikian; died from illness in Çankırı. |
| Mkrtich Onnikian Մկրտիչ Օննիկեան                                          |                                         | Fallecido                 |                                         | Merchant | Çankırı                                                   | Son of Krikor Onnikian; died in Der Zor. |
| Panaghogh Փանաղող                                                         |                                         |                           |                                         | Writer, publicist |                                                           | |
| Shavars Panossian Շաւարշ Փանոսեան                                         |                                         | Sobreviviente             |                                         | Teacher from Pera. | Ayaş                                                      | Granted permission to return. |
| Nerses Papazian (Vartabed Mashtots) Ներսէս Փափազեան                       |                                         | Asesinado                 | Dashnak                                 | Editor of Azadamard, Patriot or educator | Ayaş                                                      | Killed in Ankara. |
| Vrtanes Papazian Վրթանէս Փափազեան                                         |                                         | Sobreviviente             |                                         | Tailor | Çankırı                                                   | Wrongly deported as he bore the same name as the novelist who escaped to Bulgaria and later to Russia. Permitted to return to Constantinople soon after 11 May 1915. |
| Ardashes Parisian Արտաշես Փարիսեան                                        |                                         | Sobreviviente             |                                         | Merchant | Çankırı                                                   | |
| Parseghian Բարսեղեան                                                      |                                         | Sobreviviente             |                                         | | Ayaş                                                      | Granted permission to return. |
| Armenag Parseghian Արմենակ Բարսեղեան                                      |                                         | Sobreviviente             | Dashnak                                 | Teacher, studied philosophy in Berlin, lived in Pera | Çankırı                                                   | Permitted to return to Constantinople soon after 11 May 1915. |
| H. Parseghian Յ. Բարսեղեան                                                |                                         |                           |                                         | Patriot or educator |                                                           | |
| Kegham Parseghian Գեղամ Բարսեղեան                                         | 1883 in Constantinople                  | Asesinado                 | Dashnak                                 | Writer, publicist, editor, teacher | Ayaş                                                      | Killed in Ankara. |
| Sarkis Parseghian (Shamil) Սարգիս Բարսեղեան (Շամիլ)                       |                                         | Asesinado                 |                                         | Patriot or educator | Ayaş                                                      | |
| Garabed Pashayan Khan Կարապետ Փաշայեան Խան                                | 1864 in Constantinople                  | Asesinado                 | Dashnak                                 | Physician, writer former deputy of the Ottoman parliament, member of Armenian National Assembly | Ayaş                                                      | First tortured and then killed in Ankara. |
| M. Piosian Մ. Փիոսեան                                                     |                                         |                           |                                         | Patriot or educator |                                                           | |
| Smpad Piurad Der-Ghazaryants Սմբատ Բիւրատ Տէր-Ղազարեանց                   | 1862 in Zeytun (Süleymanlı today)       | Fallecido                 |                                         | Novelist, public figure, member of Armenian National Assembly | Ayaş                                                      | Killed in Ankara. |
| G. Reisian Կ. Րէյիսեան                                                    |                                         |                           |                                         | Comerciante |                                                           | |
| Rostom (Riustem Rostomiants) Րոստոմ (Րիւսթէմ Րոստոմեանց)                  |                                         | Asesinado                 |                                         | Comerciante y figura pública | Ayaş                                                      | Killed in Ankara. |
| Vramshabuh Samueloff Վրամշապուհ Սամուէլօֆ                                 |                                         | Asesinado                 |                                         | Comerciante banquero, armenio-ruso | Ayaş                                                      | Killed in Ankara. |
| Sarafian Սարաֆեան                                                         |                                         |                           |                                         | | Çankırı                                                   | |
| Garabed Sarafian Կարապետ Սարաֆեան                                         |                                         | Asesinado                 |                                         | Public official | Ayaş                                                      | Killed in Ankara. |
| Sato Սաթօ                                                                 |                                         |                           |                                         | Patriot or educator |                                                           | |
| Jacques Sayabalian (Pailag) Ժագ Սայապալեան (Փայլակ)                       | 1880 in Konya                           | Asesinado                 | Armenian National Assembly              | Interpreter for the British Consul in Konya between 1901 and 1905, then vice-consul for a year and a half. After 1909, journalist in the capital. | Çankırı                                                   | Killed in Ankara. |
| Margos Sefer Մարկոս Սեֆեր                                                 |                                         | Sobreviviente             |                                         | Abogado | Ayaş                                                      | Deported in place of Markos Natanian and returned to Constantinople. |
| Vartkes Serengülian Վարդգէս Սէրէնկիւլեան                                  | 1871 in Erzurum                         | Asesinado                 |                                         | Diputado del Parlamento otomano | Dispatched to Diyarbakır to appear before a court martial | Deported 21 May 1915 or 2 June 1915. Same fate as Krikor Zohrab. (Cherkes Ahmet and Halil were led to Damascus and executed there on orders from Cemal Pasha, in connection with the murder of the two deputies, in 30 September 1915, Nazım had died in a fight before that.) |
| Baghdasar Sarkisian Պաղտասար Սարգիսեան                                    |                                         | Sobreviviente             |                                         | | Çankırı                                                   | "Pardoned on condition on not returning to Constantinople" according to a telegramme from the Ministry of the Interior on 25 August 1915 on the subject of exiles erroneously unlisted in a former 3 August telegramme. |
| Margos Servet Effendi (Prudian) Մարկոս Սէրվէթ                             |                                         | Sobreviviente             |                                         | Abogado de Kartal | Ayaş                                                      | Granted permission to return. |
| Ruben Sevak Ռուբէն Սեւակ                                                  | 1885 in Silivri                         | Asesinado                 |                                         | Physician, prominent poet and writer, formerly captain in the Ottoman Army during the Balkan Wars | Çankırı                                                   | Deported 22 June 1915 but was "Permitted to reside freely in Çankırı" according to a telegramme from the Ministry of the Interior on 25 August 1915 on the subject of exiles erroneously unlisted in a former 3 August telegramme. Killed in a village called Tüney in 1915, together with Gülistanyan, Daniel Varoujan and Mağazacıyan in a group of five. His house in Elmadağı, Constantinople is now a museum. |
| Shahbaz Շահպազ                                                            |                                         |                           |                                         | Patriota o educador |                                                           | |
| Parsegh Shahbaz Բարսեղ Շահպազ                                             | 1883 in Boyacıköy, Constantinople       | Asesinado                 | Dashnak                                 | Abogado, periodista y columnista | Çankırı                                                   | "Murdered on Harput-Malatya road." On 6 July 1915, in a letter to Miss. Zaruhi Bahri and Evgine Khachigian, Parsegh Shahbaz wrote from Aintab that due to his wounded feet and stomachaches, he will rest for 6–7 days until he has to continue the 8–10 days journey to M. Aziz. But he had no idea why he was sent there. According to Vahe-Haig (Վահէ-Հայկ), survivor of the massacre of Harput, Parsegh Shahbaz was jailed 8 days after the massacre in the central prison of Mezre. Parsegh Shahbaz remained without food for a week and was severely beaten and finally killed by gendarmes under the wall of 'the factory'. |
| A. Shahen Ա. Շահէն                                                        |                                         |                           |                                         | Patriota o educador |                                                           | |
| Yenovk Shahen Ենովք Շահէն                                                 | 1881 in Bardizag (near İzmit)           | Asesinado                 |                                         | Actor | Ayaş                                                      | Killed in Ankara. |
| Sarkis Shahinian Սարգիս Շահինեան                                          |                                         | Sobreviviente             |                                         | | Çankırı                                                   | "Pardoned on condition on not returning to Constantinople" according to a telegramme from the Ministry of the Interior on 25 August 1915 on the subject of exiles erroneously unlisted in a former 3 August telegramme. |
| Harutiun Shahrigian (Adom) Յարութիւն Շահրիկեան (Ատոմ)                     | 1860 in Shabin-Karahisar                | Asesinado                 | Dashnak                                 | Dashnak leader, lawyer, member of Armenian National Assembly. | Ayaş                                                      | First tortured and then killed in Ankara. |
| Levon Shamtanchian Լեւոն Շամտանճեան                                       |                                         | Sobreviviente             |                                         | | Ayaş                                                      | Deported in lieu of Mikayel Shamtanchian, returned to Constantinople. |
| Mikayel Shamtanchian Միքայէլ Շամտանճեան                                   | 1874                                    | Sobreviviente             | Friend of Dikran Chökürian              | Editor del periódico Vostan, escritor, académico, líder de la Asamblea Nacional Armenia | Çankırı                                                   | Departed from Çankırı in winter after seven months and survived the next three years as refugee in Uşak together with his companions Hovhan Vartaped Garabedian, Kaspar Cheraz, Vartan Kahanay Karagözian from Feriköy. After the armistice he returned to Constantinople. Published his memoirs of exile after the war. - d. 1926 |
| Levon Shashian Լեւոն Շաշեան                                               |                                         | Asesinado                 |                                         | Comerciante |                                                           | Killed in Der Zor. |
| Siamanto (Adom Yerdjanian) Սիամանթօ (Ատոմ Եարճանեան)                      | 1878 in Akn                             | Asesinado                 | Dashnak                                 | Poeta, escritor y miembro de la Asamblea Nacional de Armenia |                                                           | Killed in Ankara. |
| Krikor Siurmeian Գրիգոր Սիւրմէեան                                         |                                         | Sobreviviente             |                                         | Padre de Artavazd V. Siurmeian. | Ayaş                                                      | Granted permission to return to Constantinople. |
| Onnig Srabian (Onnig Jirayr) Օննիկ Սրապեան (Օննիկ Ժիրայր)                 | 1878 in Erzincan                        | Asesinado                 |                                         | Profesor | Ayaş                                                      | Killed in Ankara. |
| Yeghia Sughikian Եղիա Սուղիկեան                                           |                                         |                           |                                         | Escritor y publicista |                                                           | Met Yervant Odian and Aram Andonian in September 1915 while working in the mill of Aram and Ardashes Shalvarjian in Tarson (supplying daily 30,000 Ottoman soldiers with flour). |
| S. Svin Ս. Սուին                                                          |                                         |                           |                                         | Patriota o educador | 24 de abril de 1915                                       | |
| Mihran Tabakian Միհրան Թապագեան                                           | 1878 from Adapazar                      | Asesinado                 | Dashnak                                 | Profesor y escritor | Çankırı                                                   | Belonged to the second convoy with only one or two survivors that left Çankırı on 19 August 1915, jailed in Ankara 20–24 August killed en route to Yozgat. |
| Garabed Tashjian Կարապետ Թաշճեան                                          |                                         | Asesinado                 |                                         | | Ayaş                                                      | Killed in Ankara. |
| Garabed Tashjian Կարապետ Թաշճեան                                          |                                         | Sobreviviente             |                                         | Carnicero | Çankırı                                                   | Deported in lieu of Garabed Tashjian jailed in Ayaş, released and returned to Constantinople. |
| Stepan Tatarian Ստեփան Թաթարեան                                           |                                         | Sobreviviente             |                                         | Comerciante | Çankırı                                                   | Dispatched to Kayseri to appear before a court martial (where he was an eyewitness to executions). Joined by a group of four from Ayaş beginning of July. Survived deportation from Çankırı to Kayseri to Aleppo and returned to Constantinople after the armistice. |
| Kevork Terjumanian Գէորգ Թէրճիմանեան                                      |                                         | Asesinado                 | Ayaş                                    | Comerciante |                                                           | Killed in Ankara. |
| Ohannes Terlemezian Օհաննես Թէրլէմէզեան                                   | from Van                                | Sobreviviente             |                                         | Cambiador de dinero | Çankırı                                                   | Permitted to return to Constantinople soon after 11 May 1915. One of the last who was released from Çankırı. He left Çankırı on 6 August 1915, was jailed in Ankara, came to Tarson, arrived in Constantinople on 22 September 1915. |
| Hagop Terzian Յակոբ Թէրզեան                                               | 1879 in Hadjin                          | Asesinado                 | Hunchak                                 | Químico farmacéutico | Çankırı                                                   | Belonged to the second convoy with only one or two survivors that left Çankırı on 19 August 1915, jailed in Ankara 20–24 August killed en route to Yozgat, killed near Ankara. |
| Haig Tiriakian Հայկ Թիրեաքեան                                             | about 60 years old                      | Sobreviviente             |                                         | Cajero de Phoenix | Ayaş                                                      | Deported instead of his Dashnak homonym. Returned to Constantinople. |
| Haig Tiriakian Հայկ Թիրեաքեան (Հրաչ)                                      | 1871 in Trabzon                         | Asesinado                 | Dashnak                                 | Miembro de la Asamblea Nacional Armenia | Çankırı                                                   | After learning that another Haig Tiriakian had been detained in Ayaş he demanded his namesake's release and his own transfer from Çankırı to Ayaş. He was later killed in Ankara. |
| Yervant Tolayan Երուանդ Թօլայեան                                          | 1883                                    | Sobreviviente             |                                         | Director de teatro, dramaturgo, editor del diario satírico Gavroche | Çankırı                                                   | Permitted to return to Constantinople by special telegramme from Talat Pasha on 7 May 1915. The eight prisoners of this group were notified on Sunday, 9 May 1915, about their release and left Çankırı on 11 May 1915. Yervant Tolayan died in 1937. |
| Hagop Topjian Յակոբ Թօփճեան                                               | 1876                                    | Sobreviviente             | Ramgavar                                | Editor | Çankırı                                                   | Permitted to return to Constantinople mid-June 1915, died in 1951. |
| Torkom Թորգոմ                                                             |                                         |                           |                                         | Patriota o educador |                                                           | |
| Vahram Torkomian Վահրամ Թորգոմեան                                         | 20 April 1858 in Constantinople         | Sobreviviente             |                                         | Médico, historiador médico | Çankırı                                                   | Permitted to return to Constantinople by special telegramme from Talat Pasha on 7 May 1915. The eight prisoners of this group were notified on Sunday, 9 May 1915, about their release and left Çankırı on 11 May 1915. He moved to France in 1922. He published a book after the war (a list of Armenian doctors) in Évreux, France in 1922 and a study on Ethiopean Taenicide-Kosso in Antwerp in 1929. He died 11 August 1942 in Paris. |
| Samvel Tumajan (Tomajanian) Սամուել Թումաճան (Թոմաճանեան)                 |                                         | Fallecido                 | Hunchak                                 | | Çankırı                                                   | Permitted to return to Constantinople soon after 11 May 1915. Samvel Tomajian/Թօմաճեան (!) died according to Alboyajian. |
| Daniel Varoujan Դանիէլ Վարուժան                                           | 1884 in Brgnik (near Sivas)             | Asesinado                 |                                         | Poeta | Çankırı                                                   | Killed together with Ruben Sevak by 12 çetes on 26 August 1915 six hours after Çankırı near the han of Tüneh in a group of five. |
| Aram Yerchanik Արամ Երջանիկ                                               | 1865                                    | Fallecido                 |                                         | Propietario de un restaurante | Çankırı                                                   | Deported because many intellectuals regularly met at his restaurant in Bahçekapı, died in 1915. |
| D. Yerganian Տ. Երկանեան                                                  |                                         |                           |                                         | Abogado |                                                           | |
| Krikor Yesayan Գրիգոր Եսայեան                                             | 1883 from Van                           | Asesinado                 | Dashnak                                 | Profesor de matemáticas y francés, traductor de los Dioses Antiguos de Levon Shant al francés | Çankırı                                                   | Belonged to the second convoy with only one or two survivors that left Çankırı on 19 August 1915, jailed in Ankara 20–24 August killed en route to Yozgat. |
| Yeznik Եզնիկ                                                              |                                         |                           |                                         | Profesor | Çankırı                                                   | |
| Nerses Zakarian Ներսէս Զաքարեան                                           |                                         | Asesinado                 | Hunchak                                 | Patriota o educador, diputado de la Asamblea Nacional Armenia | Ayaş                                                      | Killed in Ankara. |
| Avedis Zarifian Աւետիս Զարիֆեան                                           |                                         | Sobreviviente             |                                         | Químico farmacéutico | Çankırı                                                   | Permitted to return to Constantinople soon after 11 May 1915. |
| Roupen Zartarian Ռուբէն Զարդարեան                                         | 1874 in Kharpert                        | Asesinado                 |                                         | Escritor, poeta y editor de textos y de periódico (Azadamard), considerado un pionero de la literatura rural armenia. Tradujo las obras de Victor Hugo, Maxim Gorki, Anatole France y Oscar Wilde al idioma armenio. | Ayaş                                                      | Removed from the Ayaş prison on 5 May and taken under military escort to Diyarbakır along with Daghavarian, Agnouni, Jangülian, Khajag and Minassian to appear before a court martial there and they were, seemingly, murdered by state-sponsored paramilitary groups led by Cherkes Ahmet, and lieutenants Halil and Nazım, at a locality called Karacaören shortly before arriving at Diyarbakır. The murderers were tried and executed in Damascus by Cemal Pasha in September 1915, and the assassinations became the subject of a 1916 investigation by the Ottoman Parliament led by Artin Boshgezenian, the deputy for Aleppo. |
| Zenop Զենոբ                                                               |                                         |                           |                                         | | Çankırı                                                   | |
| Krikor Zohrab Գրիգոր Զօհրապ                                               | 1861 in Constantinople                  | Asesinado                 |                                         | Escritor, jurista y diputado del Parlamento otomano | Dispatched to Diyarbakır to appear before a court martial | Deported either 21 May 1915 or 2 June 1915. Ordered to appear before a court martial in Diyarbakır, together with Vartkes Hovhannes Serengülyan, both went to Aleppoby train, escorted by one gendarme, remained in Aleppo for a few weeks, waited the results of infructuous attempts by the Ottoman governor of the city to have them sent back to Constantinople (some sources mention Cemal Pasha himself intervening for their return, but Talat Pasha insisting on them to sent to the court martial), and then dispatched to Urfa and remained there for some time in the house of a Turkish deputy friend, taken under police escort and led to Diyarbakır by car -allegedly accompanied on a voluntary basis by some notable Urfa Armenians, and with many sources confirming, they were murdered by state-sponsored paramilitary groups led by Cherkes Ahmet, Halil and Nazım, at a locality called Karaköprü or Şeytanderesi in the outskirts of Urfa, some time between 15 July and 20 July 1915. The murderers were tried and executed in Damascus by Cemal Pasha in September 1915, and the assassinations became the subject of a 1916 investigation by the Ottoman Parliament led by Artin Boshgezenian, the deputy for Aleppo. |
| Partogh Zorian (Jirayr) Բարթող Զօրեան (Ժիրայր)                            | Tamzara, 1879                           | Fallecido                 | Dashnak                                 | Publicista | Ayaş                                                      | Asesinado en Ankara. |